# Hannu Manninen
Pour les articles homonymes, voir Manninen.
Hannu Kalevi Manninen, né le 17 avril 1978 à Rovaniemi, est un coureur finlandais du combiné nordique et également fondeur.
Aux Jeux olympiques d'hiver de 1994 à Lillehammer, il devient le plus jeune athlète finlandais à participer aux Jeux olympiques d'hiver, à l'âge de 15 ans. Il détient le record de victoires individuelles en Coupe du monde de combiné nordique avec 48 succès en quinze années de carrière. De même, avec quatre globes de cristal, Manninen est le deuxième combiné le plus titré de l'histoire de la Coupe du monde. Par ailleurs, il détient le record de victoires consécutives lors d'une même saison avec 7 succès lors de la saison 2005-2006.

## Biographie
Hannu Manninen commence sa carrière au niveau international à l'âge de 15 ans, gagnant une course de Coupe du monde B dès sa deuxième participation. Le finlandais participe ensuite en 1994 à ses premiers Jeux olympiques à Lillehammer, devenant le plus jeune finlandais à prendre part aux Jeux d'hiver. L'année suivante, il est champion du monde junior à Gällivare. Lors de sa première saison complète de Coupe du monde en 1995-1996, il monte pour la fois sur le podium à Trondheim (deuxième), puis remporte sa première victoire à Falun.
En 1997, il obtient sa première médaille mondiale, en argent en prenant part au relais 4 × 5 km puis devient champion du monde en 1999 dans cette épreuve. Après avoir été médaillé d'argent à la compétition par équipes des Jeux olympiques d'hiver de 1998 à Nagano, il est médaillé d'or avec Jari Mantila, Jaakko Tallus et Samppa Lajunen à Salt Lake City en 2002.
Entre la saison 2003-2004 et la saison 2006-2007, il inscrit à son palmarès quatre globes de cristal consécutifs, récompensant le vainqueur du classement général de la Coupe du monde. Lors des Mondiaux de Sapporo en 2007, il est devenu champion du monde de sprint en battant Magnus Moan de très peu sur la ligne  et est donc pour la première fois médaillé en individuel à une grande compétition internationale. Il y remporte aussi un troisième titre personnel à l'occasion de la compétition par équipes.
À l'issue de la saison 2007-2008 dans laquelle il n'a pas gagné de course, il annoncé la fin de sa carrière pour sa concentrer sur la vie de famille et sa future carrière de pilote de ligne.
Il fait son retour en septembre 2009, dans l'optique d'une participation aux Jeux olympiques de Vancouver et retrouve la victoire à Kuusamo lors de sa deuxième course de la saison. Durant ces Jeux, il se classe quatrième à l'épreuve en grand tremplin signant son meilleur résultat en individuel aux Jeux olympiques.
Il se retire de la compétition à l'issue de la saison 2010-2011. Diplômé de l'Académie Finlandaise d'Aviation cette année même, il se consacre désormais à sa carrière de pilote de ligne, employé comme copilote dans une compagnie aérienne finlandaise.
Il fait un retour à la compétition en 2017 où il participe à la coupe du monde de Lahti, arrivant 18e.
Manninen a également participé à quelques courses de ski de fond, notamment au sprint des Jeux olympiques de Salt Lake City en 2002 qu'il termine à la huitième place.
Sa sœur Pirjo Muranen pratique le ski de fond et a été titrée trois fois lors des Championnats du monde. En 2007, ils sont les premiers frère et sœur à avoir remporté la médaille d'or aux mêmes championnats. Son frère Kari a aussi été actif en combiné.
Il reçoit la Médaille Holmenkollen en 2018.

## Palmarès en combiné nordique

### Jeux olympiques d'hiver
| Épreuve / Édition | Épreuve / Édition | Lillehammer 1994                 | Nagano 1998                      | Salt Lake City 2002              | Turin 2006                       | Vancouver 2010                   | Pyeongchang 2018                 |
| Sprint            | Sprint            | Épreuve inexistante à cette date | Épreuve inexistante à cette date | 7e                               | 12e                              | Épreuve inexistante à cette date | Épreuve inexistante à cette date |
| Gundersen         | Gundersen         | 38e                              | 11e                              | 14e                              | 9e                               | Épreuve inexistante à cette date | Épreuve inexistante à cette date |
| Gundersen PT      | Gundersen PT      | Épreuve inexistante à cette date | Épreuve inexistante à cette date | Épreuve inexistante à cette date | Épreuve inexistante à cette date | 13e                              | 23e                              |
| Gundersen GT      | Gundersen GT      | Épreuve inexistante à cette date | Épreuve inexistante à cette date | Épreuve inexistante à cette date | Épreuve inexistante à cette date | 4e                               | -                                |
| Par équipes       | Par équipes       |                                  | Argent                           | Or                               | Bronze                           | 7e                               | 6e                               |

### Championnats du monde
| Épreuve / Édition | Épreuve / Édition | Trondheim 1997                   | Ramsau 1999                      | Lahti 2001                       | Val di Fiemme 2003               | Oberstdorf 2005                  | Sapporo 2007                     | Oslo 2011                        | Lahti 2017                       |
| ----------------- | ----------------- | -------------------------------- | -------------------------------- | -------------------------------- | -------------------------------- | -------------------------------- | -------------------------------- | -------------------------------- | -------------------------------- |
| Sprint            | Sprint            | Épreuve inexistante à cette date | 4e                               | 6e                               | 27e                              | 8e                               | Or                               | Épreuve inexistante à cette date | Épreuve inexistante à cette date |
| Gundersen         | Gundersen         | 6e                               |                                  | 4e                               | 11e                              | 9e                               | 6e                               | Épreuve inexistante à cette date | Épreuve inexistante à cette date |
| Gundersen         | Petit tremplin    | Épreuve inexistante à cette date | Épreuve inexistante à cette date | Épreuve inexistante à cette date | Épreuve inexistante à cette date | Épreuve inexistante à cette date | Épreuve inexistante à cette date | 21e                              |                                  |
| Gundersen         | Grand tremplin    | Épreuve inexistante à cette date | Épreuve inexistante à cette date | Épreuve inexistante à cette date | Épreuve inexistante à cette date | Épreuve inexistante à cette date | Épreuve inexistante à cette date | 16e                              | 24e                              |
| Par équipes       | Par équipes       | Argent                           | Or                               | Bronze                           | Bronze                           | 4e                               | Or                               | Épreuve inexistante à cette date | Épreuve inexistante à cette date |
| Par équipes       | Petit tremplin    | Épreuve inexistante à cette date | Épreuve inexistante à cette date | Épreuve inexistante à cette date | Épreuve inexistante à cette date | Épreuve inexistante à cette date | Épreuve inexistante à cette date | 7e                               | 5e                               |
| Par équipes       | Grand tremplin    | Épreuve inexistante à cette date | Épreuve inexistante à cette date | Épreuve inexistante à cette date | Épreuve inexistante à cette date | Épreuve inexistante à cette date | Épreuve inexistante à cette date |                                  |                                  |

### Coupe du monde
- 4 gros globes de cristal : vainqueur du classement général en 2004, 2005, 2006 et 2007.
- 3 petits globes de cristal : vainqueur de la Coupe du monde de sprint en 2004, 2005 et 2006.
- 90 podiums individuels : 48 victoires, 27 deuxièmes places et 15 troisièmes places.
- 5 podiums par équipes : 5 victoires.

#### Détail des victoires
| Saison    | Victoires |
| 1995-1996 | Falun (IN 15 km) |
| 1996-1997 | Saalfelden (IN 15 km), Lahti (IN 15 km) |
| 1997-1998 | Steamboat Springs (SP 7,5 km), Oberwiesenthal (SP 7,5 km) |
| 1998-1999 | Rovaniemi (IN 15 km), Rovaniemi (SP 7,5 km), Lillehammer (SP 7,5 km), Steamboat Springs (SP 7,5 km), Oberwiesenthal (SP 7,5 km) |
| 1999-2000 | Lahti (SP 7,5 km) |
| 2000-2001 | Park City (mass-start par équipe) |
| 2001-2002 | Oslo (SP 7,5 km) |
| 2002-2003 | Kuusamo (SP 7,5 km), Harrachov (SP 7,5 km) |
| 2003-2004 | Val di Fiemme (MS 10 km) Seefeld in Tirol (SP 7,5 km et IN 15 km), Sapporo (MS 10 km et SP 7,5 km), Oberstdorf (par équipes et SP 7,5 km), Oslo (SP 7,5 km)                                                                              |
| 2004-2005 | Kuusamo (SP 7,5 km), Oberhof (IN 15 km), Schonach (IN 15 km), Seefeld in Tirol (SP 7,5 km et IN 15 km), Liberec (SP 7,5 km), Sapporo (MS 10 km et IN 15 km), Pragelato (par équipes), Lahti (SP 7,5 km), Oslo (SP 7,5 km)                |
| 2005-2006 | Kuusamo (IN 15 km), Lillehammer (IN 15 km et SP 7,5 km), Oberhof (IN 15 km), Schonach (IN 15 km), Val di Fiemme (MS 10 km et SP 7,5 km), Harrachov (SP 7,5 km et IN 15 km), Seefeld in Tirol (SP 7,5 km et IN 15 km), Sapporo (MS 10 km) |
| 2006-2007 | Ruhpolding (IN 15 km, sprint par équipes), Val di Fiemme (par équipes), Zakopane (MS 10 km) |
| 2009-2010 | Kuusamo (IN 10 km), Oberhof (IN 10 km), Lahti (IN 10 km) |

légende :
 IN : individuel Gundersen 
 SP : sprint 
 MS : départ en ligne 

#### Classements en Coupe du monde
| Année     | Classement général final |
| 1993-1994 | 60e                      |
| 1994-1995 | 40e                      |
| 1995-1996 | 8e                       |
| 1996-1997 | 5e                       |
| 1997-1998 | 5e                       |
| 1998-1999 | 2e                       |
| 1999-2000 | 9e                       |
| 2000-2001 | 11e                      |
| 2001-2002 | 8e                       |
| 2002-2003 | 4e                       |
| 2003-2004 | 1er                      |
| 2004-2005 | 1er                      |
| 2005-2006 | 1er                      |
| 2006-2007 | 1er                      |
| 2007-2008 | 14e                      |
| 2008-2009 | -                        |
| 2009-2010 | 8e                       |
| 2010-2011 | 39e                      |
| 2016-2017 | 59e                      |
| 2017-2018 | 55e                      |

### Coupe du monde B
- Une victoire (Vuokatti, 19 décembre 1993)
- Deux deuxièmes places (Lillehammer, 5 décembre 1993 & Vuokatti, 11 décembre 1994)
- Une troisième place (Vuokatti, 18 décembre 1994)

### Championnats du monde juniors
- : Médaille d'or en individuel en 1995
- : Médaille d'or en individuel en 1998
- : Médaille d'or par équipes en 1998
- : Médaille d'argent en individuel en 1996
- : Médaille d'argent par équipes en 1994

## Palmarès en ski de fond

### Jeux olympiques
| Épreuve / Édition                   | Sprint |
| ----------------------------------- | ------ |
| Jeux olympiques 2002 Salt Lake City | 8e     |

### Coupe du monde
- Meilleur classement général : 60e en 2003.
- Meilleur résultat individuel : 8e.